# 天主教比勒陀利亞總教區
天主教比勒陀利亞總教區（拉丁語：Archidioecesis Praetoriensis）是南非一個羅馬天主教教省總教區，位於首都比勒陀利亞，下轄四個教區、一個宗座代牧區（其中包括博茨瓦納的一個教區和一個宗座代牧區）。此總教區是該國五個總教區之一。

## 歷史
1894年5月8日設比勒陀尼亞代牧區，1951年1月11日升為總教區。

## 概況
2004年有教友186,383人（佔轄區總人4.0%）、五十九個堂區、113名司鐸。現任總主教為達布拉·安多尼·姆帕科，榮休總主教為喬治·方濟各·丹尼爾、保祿·曼德拉·庫馬洛和威廉·彌額爾·斯拉特瑞。